# Jonas Basanavičius
Jonas Basanavičius, né le 23 novembre 1851 à Ožkabaliai et mort le 16 février 1927 à Vilnius, est un homme politique et historien lituanien. Militant et promoteur de l'identité nationale de la Lituanie, il fonda le premier journal de langue lituanienne Aušra.